# Guldbaggen för bästa dokumentärfilm
Guldbaggen för bästa dokumentärfilm har delats ut i sedan den 36:e galan, vilken belönade bästa bidrag från år 2000. Vissa dokumentärfilmer hade även dessförinnan belönats med en Guldbagge för Bästa film alternativt Bästa kortfilm.

## Vinnare och nominerade

### Dokumentärer som tilldelatsGuldbaggen för bästa film
| År                   | Film                                 | Regissör |
| 1968 / 1969 (6:e)    |                                      | |
| -------------------- | ------------------------------------ | --- |
| 1968 / 1969 (6:e)    | Den vita sporten                     | "Grupp 13": Roy Andersson, Kalle Boman, Lena Ewert, Staffan Hedqvist, Axel Lohmann, Lennart Malmer, Jörgen Persson, Ingela Romare, Inge Roos, Rudi Spee, Bo Widerberg, Björn Öberg och Sven Fahlén |
| 1978 / 1979 (15:e)   |                                      | |
| Ett anständigt liv   | Stefan Jarl                          | |
| 1984 (20:e)          |                                      | |
| Smärtgränsen         | Agneta Elers-Jarleman                | |
| 1988 (24:e)          |                                      | |
| Tillbaka till Ararat | PeÅ Holmquist och Suzanne Khardalian | |
| 1994 (30:e)          |                                      | |
| En pizza i Jordbro   | Rainer Hartleb                       | |

### Dokumentärer som tilldelatsGuldbaggen för bästa kortfilm
| År                          | Film               | Regissör        |
| 1996 (32:a)                 |                    |                 |
| --------------------------- | ------------------ | --------------- |
| 1996 (32:a)                 | I skuggan av solen | Susanna Edwards |
| 1998 (34:e)                 |                    |                 |
| Aligermaas äventyr          | Andra Lasmanis     |                 |
| 2000 (36:e)                 |                    |                 |
| Del av den värld som är din | Karin Wegsjö       |                 |

### Bästa dokumentär

#### 2000-talet
| År          | Film                                       | Regissör                                                       |
| ----------- | ------------------------------------------ | -------------------------------------------------------------- |
| 2000 (36:e) | Min mamma hade fjorton barn                | Lars Lennart Forsberg                                          |
| 2000 (36:e) | Fyren                                      | Magnus Enquist, Kristian Petri och Jan Röed                    |
| 2000 (36:e) | Respect!                                   | Susanna Edwards                                                |
| 2001 (37:e) | Ljudmilas röst                             | Gunnar Bergdahl                                                |
| 2001 (37:e) | Låt dom andra sköta kärleken               | Ruben Östlund                                                  |
| 2001 (37:e) | Mormor, Hitler och jag                     | Carl Johan De Geer                                             |
| 2002 (38:e) | Muraren                                    | Stefan Jarl                                                    |
| 2002 (38:e) | Boogie Woogie Pappa                        | Erik Bäfving                                                   |
| 2002 (38:e) | Gömd                                       | David Aronowitsch, Hanna Heilborn och Mats Johansson           |
| 2003 (39:e) | Du ska nog se att det går över             | Cecilia Neant-Falk                                             |
| 2003 (39:e) | Surplus: Terrorized Into Being Consumers   | Erik Gandini                                                   |
| 2003 (39:e) | Zonen                                      | Esaias Baitel                                                  |
| 2004 (40:e) | Armbryterskan från Ensamheten              | Lisa Munthe och Helen Ahlsson                                  |
| 2004 (40:e) | Bagaren                                    | Kristina Meiton                                                |
| 2004 (40:e) | Gå loss                                    | Magnus Gertten och Erik Bäfving                                |
| 2005 (41:a) | Prostitution bakom slöjan                  | Nahid Persson Sarvestani                                       |
| 2005 (41:a) | Brunnen                                    | Kristian Petri                                                 |
| 2005 (41:a) | Kinchen                                    | Måns Månsson                                                   |
| 2006 (42:a) | Vikarien                                   | Åsa Blanck och Johan Palmgren                                  |
| 2006 (42:a) | Alice och jag                              | Rebecka Rasmusson                                              |
| 2006 (42:a) | Jag minns Håkan Alexandersson              | Carl Johan De Geer                                             |
| 2007 (43:e) | Nunnan                                     | Maud Nycander                                                  |
| 2007 (43:e) | Det svider i hjärtat                       | Oscar Hedin                                                    |
| 2007 (43:e) | Paradiset                                  | Jerzy Sladkowski                                               |
| 2008 (44:e) | Maggie vaknar på balkongen                 | Mark Hammarberg, Ester Martin Bergsmark och Beatrice Andersson |
| 2008 (44:e) | H:r Landshövding                           | Måns Månsson                                                   |
| 2008 (44:e) | En enastående studie i mänsklig förnedring | Patrik Eriksson                                                |
| 2009 (45:e) | Ebbe - The Movie                           | Karin af Klintberg och Jane Magnusson                          |
| 2009 (45:e) | Drottningen och jag                        | Nahid Persson Sarvestani                                       |
| 2009 (45:e) | Videocracy                                 | Erik Gandini                                                   |

#### 2010-talet
| År          | Film                              | Regissör                                                    |
| ----------- | --------------------------------- | ----------------------------------------------------------- |
| 2010 (46:e) | Ångrarna                          | Marcus Lindeen                                              |
| 2010 (46:e) | Familia                           | Mikael Wiström och Alberto Herskovits                       |
| 2010 (46:e) | Så nära                           | Emelie Wallgren och Ina Holmqvist                           |
| 2011 (47:e) | At Night I Fly                    | Michel Wenzer                                               |
| 2011 (47:e) | The Black Power Mixtape 1967–1975 | Göran Olsson                                                |
| 2011 (47:e) | Stora scenen                      | Tova Mozard                                                 |
| 2012 (48:e) | Searching for Sugar Man           | Malik Bendjelloul                                           |
| 2012 (48:e) | Palme                             | Maud Nycander och Kristina Lindström                        |
| 2012 (48:e) | Pojktanten                        | Ester Martin Bergsmark                                      |
| 2013 (49:e) | Belleville Baby                   | Mia Engberg                                                 |
| 2013 (49:e) | De dansande andarnas skog         | Linda Västrik                                               |
| 2013 (49:e) | Frihet bakom galler               | Nima Sarvestani                                             |
| 2014 (50:e) | Om våld                           | Göran Olsson                                                |
| 2014 (50:e) | Lgh + bil + allt jag har och äger | Clara Bodén                                                 |
| 2014 (50:e) | Ute på landet                     | Anders Jedenfors                                            |
| 2015 (51:a) | Förvaret                          | Anna Persson och Shaon Chakraborty                          |
| 2015 (51:a) | Every Face Has a Name             | Magnus Gertten                                              |
| 2015 (51:a) | Jag är Ingrid                     | Stig Björkman                                               |
| 2016 (52:a) | Martha & Niki                     | Tora Mkandawire Mårtens                                     |
| 2016 (52:a) | Don Juan                          | Jerzy Sladkowski                                            |
| 2016 (52:a) | MonaLisa Story                    | Jessica Nettelbladt                                         |
| 2017 (53:e) | Silvana – väck mig när ni vaknat  | Mika Gustafson, Olivia Kastebring och Christina Tsiobanelis |
| 2017 (53:e) | Brev till en seriemördare         | Manal Masri                                                 |
| 2017 (53:e) | Himlens mörkrum                   | Nils Petter Löfstedt                                        |
| 2018 (54:e) | Rekonstruktion Utøya              | Carl Javér                                                  |
| 2018 (54:e) | The Deminer                       | Hogir Hirori                                                |
| 2018 (54:e) | Flotten                           | Marcus Lindeen                                              |
| 2019 (55:e) | Transnistra                       | Anna Eborn                                                  |
| 2019 (55:e) | Fraemling                         | Mikel Cee Karlsson                                          |
| 2019 (55:e) | Josefin & Florin                  | Ellen Fiske och Joanna Karlberg                             |

#### 2020-talet
| År          | Film                                    | Regissör                              |
| ----------- | --------------------------------------- | ------------------------------------- |
| 2020 (56:e) | Greta                                   | Nathan Grossman                       |
| 2020 (56:e) | Idomeni                                 | David Aronowitsch                     |
| 2020 (56:e) | Scheme Birds                            | Ellen Fiske och Ellinor Hallin        |
| 2021 (57:e) | Sabaya                                  | Hogir Hirori                          |
| 2021 (57:e) | Children of the Enemy                   | Gorki Glaser-Müller                   |
| 2021 (57:e) | Lena                                    | Isabel Andersson                      |
| 2021 (57:e) | Världens vackraste pojke                | Kristina Lindström och Kristian Petri |
| 2022 (58:e) | Historjá – Stygn för Sápmi              | Thomas Jackson                        |
| 2022 (58:e) | Döttrar                                 | Jenifer Malmqvist                     |
| 2022 (58:e) | Nelly & Nadine                          | Magnus Gertten                        |
| 2022 (58:e) | The Scars of Ali Boulala                | Max Eriksson                          |
| 2023 (59:e) | Miraklet i Gullspång                    | Maria Fredriksson                     |
| 2023 (59:e) | Hypermoon                               | Mia Engberg                           |
| 2023 (59:e) | Son of the Mullah                       | Nahid Persson Sarvestani              |
| 2023 (59:e) | Vintersaga                              | Carl Olsson                           |
| 2024 (60:e) | Den sista resan                         | Filip Hammar och Fredrik Wikingsson   |
| 2024 (60:e) | G – 21 scener från Gottsunda            | Loran Batti                           |
| 2024 (60:e) | Israel Palestina på svensk tv 1958-1989 | Göran Hugo Olsson                     |
| 2024 (60:e) | Vägen till ingenstans                   | Johan Palmgren                        |

## Relaterade vinster

### Dokumentärfilmare som tilldelatsGuldbaggen för bästa foto
- 1995 – Jan Röed för Atlanten.

### Dokumentärfilmare som tilldelatsGuldbaggejuryns specialpris
- 1978/1979 – Eric M Nilsson för sin "egensinniga och självständiga insats för att vidga den svenska dokumentärfilmens gränser".

### Dokumentärfilmare som tilldelatsGuldbaggen för kreativa insatser
- 1988 - Jan Troell för "hans personliga och kontroversiella porträtt av Sverige i filmen Sagolandet".
- 1989 – Stefan Jarl för "lidelsen och konsekvensen i hans filmarbete".
- 1993 – Arne Sucksdorff för "en banbrytande insats för den svenska dokumentärfilmen".
- 1999 – Jan Lindqvist för "ett visionärt pionjärarbete i filmen Tiden är en dröm, som med unika stillbilder på ett nytt sätt gestaltat svensk arbetarhistoria".